# Fanaa
Fanaa (Hindi: फ़ना, fanā; Urdu: فناء; übersetzt:  Zerstörung) ist ein erfolgreicher indischer Spielfilm von Kunal Kohli aus dem Jahr 2006.

## Handlung
Zooni Ali Beg ist ein blindes Mädchen, das in Kaschmir lebt. Sie möchte trotz ihrer Blindheit mit ihren Freundinnen nach Delhi reisen, um dort einen Partner zu finden. Ihre Mutter Nafisa freut sich sehr, ihr Vater Zulfiqer ist jedoch zunächst skeptisch, lässt sie dann aber doch gehen. In Delhi angekommen lernt sie den Reiseführer Rehan Qadri kennen. Ihre Freundinnen warnen sie noch, aber sie verliebt sich in ihn. In der Folge verbringt sie einige Zeit mit ihm und lernt ihn näher kennen, doch Rehan hat ein großes Geheimnis, das er vor Zooni versteckt.
Zooni, die schließlich eine Nacht mit Rehan verbringt, möchte ihn heiraten. Rehan verliebt sich seinerseits in Zooni und begleitet sie zu einem Augenarzt in der Hoffnung, dass Zooni nach einer Operation sehen kann. Zooni möchte, dass Rehan Freunde zu ihrer Hochzeit einlädt und ihre Eltern vom Bahnhof abholt.
Nach der Augenoperation in Delhi kann Zooni endlich sehen. Anschließend erfährt sie, dass während der Operation ein Terroranschlag der kashmirischen Unabhängigkeitskämpfer IKF ausgeübt wurde. Der Täter wird überall gesucht. Im Krankenhaus soll Zooni nun einige Gegenstände aus Rehans Besitz identifizieren, der sich in der Nähe des Anschlags aufgehalten haben soll. Kurz danach sieht man Rehan, der der gesuchte Terrorist ist, wie er mit verändertem Aussehen einen Flughafen betritt.
Nach acht Jahren steht Rehan schwer verletzt in Uniform vor ihrer Tür. Sie erkennt ihn nicht und nimmt ihn in dem Haus ihrer Eltern auf. Wegen seiner schweren Verletzungen und einem starken Schneesturm in Kashmir verbringt er einige Tage mit ihrer Familie. Mittlerweile hat sie einen siebenjährigen Sohn, den sie in liebevoller Erinnerung Rehan nennt. Ihre Mutter Nafisa ist seit einigen Jahren verstorben. Zooni fühlt sich dem Soldaten nahe, da er sie an ihren Rehan erinnert, bis er sich ihr offenbart. Und dann scheint das Verwirrspiel erst loszugehen, denn Rehan kämpft als Terrorist für die Freiheit Kashmirs und ist auf seiner letzten Mission.
Rehan soll in seiner letzten Mission einen Atombombenzünder an seinen Großvater übergeben, um die Unabhängigkeit Kashmirs zu erpressen. Ständig warnen die Medien vor den Terroristen und fordern die Menschen auf, bei Verdacht die Polizei zu alarmieren. Auch Zoonis Vater Zulfiqer verfolgt zufällig die Nachrichten, verdächtigt Rehan jedoch nicht.
Da die Telefonleitungen tot sind, hat Rehan keinen Kontakt zu seinem Großvater. Zufällig erfährt er, dass ein Freund von Zulfiqer eine Radiostation hat, mit der man per Funk Kontakt aufnehmen kann. Als sie zu diesem aufbrechen wollen, entdeckt Zulfiqer den Zünder für die Atombombe in Rehans Rucksack und ihm wird sofort klar, dass Rehan der gesuchte Terrorist ist. Erst nachdem die beiden aus dem Auto aussteigen, stellt Zulfiqer Rehan zur Rede. Bei dieser Auseinandersetzung stürzt Zulfiqer unglücklich den Berg hinunter und stirbt. Rehan versucht, seinen Großvater zu kontaktieren, und macht einen Treffpunkt zur Übergabe des Zünders aus. Danach tötet er einen Freund von Zulfiqr.
Zooni holt nichts ahnend mit ihrem Sohn Wasser vom Fluss und entdeckt die Leiche ihres Vaters. Daheim erklärt ihr Rehan, dass ihr Vater bei seinem Freund übernachte. Zooni ist verwirrt und geschockt, weil Rehan sie angelogen hat. Weinend nimmt sie ihren Sohn und fährt zum Freund ihres Vaters, den sie ebenfalls tot auffindet. Über die Radiostation alarmiert sie die Anti-Terror-Einheit, die ihr versichert, dass Rehan der gesuchte Terrorist sei. Sie versprechen ihr, dass sie sofort aufbrechen werden.
Rehan ist ihr gefolgt und versucht, ihr die ganze Wahrheit zu erklären, doch Zooni traut ihm nicht, obgleich sie ihn immer noch liebt. Nachdem sie einen Hubschrauber hören, rennt Rehan raus, da er seinem Großvater den Zünder übergeben möchte. Zooni folgt ihm mit einer Waffe und versucht, Rehan aufzuhalten. Gleichzeitig trifft die Anti-Terror-Einheit ebenfalls mit einem Hubschrauber ein. Zooni schießt auf Rehan und trifft ihn, so dass er nicht aufstehen kann. Währenddessen schießt die Einheit auf den Hubschrauber von Rehans Großvater, welcher explodiert und abstürzt. Weinend rennt Zooni zu Rehan, der schwerverletzt auf dem Boden liegt. Er entschuldigt sich bei Zooni und stirbt in ihren Armen.

## Musik
| Lied                | Sänger                                                                     |
| ------------------- | -------------------------------------------------------------------------- |
| „Chand Sifarish“    | Shaan und Kailash Kher                                                     |
| „Mere Haath Main“   | Sonu Nigam, Sunidhi Chauhan, Aamir Khan und Kajol                          |
| „Des Rangila“       | Mahalaxmi Iyer                                                             |
| „Dekho Na“          | Sonu Nigam und Sunidhi Chauhan                                             |
| „Chanda Chamke“     | Babul Supriyo, Mahalaxmi Iyer, Master Akshay Bhagwat, Aamir Khan und Kajol |
| „Destroyed in Love“ | Lounge Mix (instrumental)                                                  |
| „Fanaa For You“     | (Chand Sifarish Club Mix) DJ Aqeel                                         |

Das erfolgreiche Komponisten-Duo Jatin-Lalit trennte sich nach Veröffentlichung des Soundtracks.
Das Lied Chanda Chamke basiert auf das Lied Yaara Yaara aus Kunal Kohlis Hum Tum.

## Kritik
… steinerweichende Verwicklungen, vertieft durch fünf eingängige Songs, unterhält bestens und ist durchaus geeignet, in seiner unbekümmerten Andersartigkeit westlich zentrierte Sehgewohnheiten zu erweitern – ganz besonders, weil das Heldenpaar mit zwei der glaubwürdigsten Bollywood-Spitzenstars so herzhaft und grandios besetzt ist: mit Aamir Khan („Rang De Basanti“) und mit Kajol („Dilwale Dulhania Le Jayenge“), die nach langer Leinwandabsenz ein großartiges Comeback feiert. -Ilse Henckel, Spiegel Online, 2007

## Auszeichnungen
Filmfare Award
- Filmfare Award/Beste Hauptdarstellerin an Kajol (2007)
- Filmfare Award/Bester Playbacksänger für Chand Sifarish an Shaan und Kailash Kher (2007)
- Filmfare Award/Bester Liedtext für Chand Sifarish an Prasoon Joshi (2007)

IIFA Award
- IIFA Award/Bester Playbacksänger für Chand Sifarish an Shaan (2007)
- IIFA Award/Bester Liedtext für Chand Sifarish an Prasoon Joshi (2007)

Star Screen Award
- Star Screen Award/Bester Playbacksänger für Chand Sifarish an Shaan (2007)

Zee Cine Award
- Zee Cine Award/Beste Hauptdarstellerin an Kajol (2007)
- Zee Cine Award/Bester Playbacksänger für Chand Sifarish an Shaan (2007)

Bollywood Movie Award
- Bollywood Movie Award/Bester Liedtext für Chand Sifarish an Prasoon Joshi (2007)
- Bollywood Movie Award/Bester Playbacksänger für Chand Sifarish an Shaan (2007)

Nominierungen
- Star Screen Award/Beste Hauptdarstellerin für Kajol (2007)
- Star Screen Award/Bestes Filmpaar an Kajol und Aamir Khan (2007)
- Bollywood Movie Award/Beste Hauptdarstellerin für Kajol (2007)
- Bollywood People’s Choice Award: Beste Hauptdarstellerin Kajol (2007)
- Indiafm's Beste Hauptdarstellerin für Kajol (2007)
- European Bollywood Award (Bollywood Bloggers): Beste Hauptdarstellerin Kajol (2007)
- Hawaa Productions Ltd. Motion Picture Award: Best Jodi (Bestes Filmpaar), Aamir Khan und Kajol (2007)
- Hawaa Productions Ltd. Motion Picture Award: Beste Hauptdarstellerin Kajol (2007)
- Radio Sargam Bollywood Awards: Beste Hauptdarstellerin Kajol (2007)
- GIFA/Beste Hauptdarstellerin: Kajol (2007)
- Bollywood Today Film Award/Beste Hauptdarstellerin: Kajol (2007)
- Bollywood Today Film Award/Jodi No. 1: Kajol und Aamir Khan (2007)
- Stardust Award: nominiert als Star des Jahres (Schauspielerin) Kajol (2007)
- BBC Film Cafe/Beste Hauptdarstellerin: Kajol (2007)
- IIFA Award/Beste Hauptdarstellerin: Kajol (2007)
- AIFA Award: Best Performance of 2006 (Editor’s Choice) Kajol (2007)
- AIFA Award/Beste Hauptdarstellerin: Kajol (2007)

## Sonstiges
- „Fanaa“ ist der Comeback-Film von Kajol, die seit der Geburt ihrer Tochter nur zwei Gastrollen in den Filmen Kal Ho Naa Ho und Kabhi Alvida Naa Kehna hatte.
- Die Außendrehs, die in Kaschmir spielen, wurden in Polen gedreht.